# 熊谷就真
熊谷 就真（くまがい なりざね）は、戦国時代から江戸時代初期にかけての武将。毛利氏、吉川氏家臣。安芸国の国人・熊谷信直の五男（末子）。

## 生涯
天文19年（1550年）、安芸国の国人・熊谷信直の五男（末子）として生まれる。毛利元就に仕え、永禄10年（1567年）8月2日に「就」の偏諱を与えられて「就真」と名乗った。
永禄12年（1569年）12月18日、就真の愁訴や就真の生母・伴大方の働きかけの結果、元就と輝元から所領を与えることを約束され、元亀元年（1570年）5月に野間隆実の旧領・周防国岩国において90貫の地を与えられた。
天正6年（1578年）1月21日に輝元から「玄蕃允」に任じられ、天正7年（1579年）には備中国の佐井田城の在番を命じられた。
慶長2年（1597年）から始まる慶長の役では、次男の直興と共に朝鮮に渡海し武功を挙げる。
慶長5年（1600年）の関ヶ原の戦いの後、毛利氏が周防・長門2ヶ国に減封され、吉川広家が岩国領主となると、熊谷氏が吉川氏の姻族であったことから吉川広家の寄騎として付けられる。
寛永元年（1624年）9月16日、周防国熊毛郡小周防で死去。享年75。次男の直興が跡を継いだ。

## 参考資料
- 『萩藩閥閲録』巻127「熊谷彦右衛門」